# 一ノ瀬秋久
一ノ瀬 秋久（いちのせ ときひさ、1942年11月2日 - ）は、日本の教育者、実業家。

## 経歴
福岡県に生まれる。1961年福岡県立修猷館高等学校を経て、1966年九州大学法学部を卒業。
1966年九州電力に入社。理事、福岡支店長を経て、2001年執行役員、2003年6月取締役、2004年6月常務取締役、2007年6月常任監査役に就任。
2011年3月学校法人中村産業学園（九州産業大学）理事長に就任。2019年6月退任、特別顧問となる。